# Diary of a Wimpy Kid (série de filmes)
Diary of a Wimpy Kid (prt: O Diário de um Banana; bra: Diário de um Banana) é uma série de filmes de comédia familiar baseada na série de livros de mesmo nome de Jeff Kinney. A série atualmente consiste em quatro filmes teatrais e um filme de animação.

## Filmes

### Filmes live-action

#### Diary of a Wimpy Kid(2010)
A produção principal começou em 21 de setembro de 2009 e foi concluída em 16 de outubro de 2009. O filme foi dirigido por Thor Freudenthal e é estrelado por Zachary Gordon como Greg Heffley, Robert Capron como Rowley Jefferson, Rachael Harris como Susan Heffley, Steve Zahn como Frank Heffley, Devon Bostick como Rodrick Heffley, Connor e Owen Fielding como Manny Heffley, Chloë Grace Moretz como Angie Steadman, Grayson Russell como Fregley, Laine MacNeil como Patty Farrell e Karan Brar como Chirag Gupta. Foi o único filme da série a ser dirigido por Freudenthal. A trilha musical foi composta por Theodore Shapiro. O filme recebeu críticas mistas dos críticos. Diary of a Wimpy Kid foi lançado em 19 de março de 2010, uma vez que mudou de uma data de lançamento previamente agendada para 2 de abril.

#### Diary of a Wimpy Kid: Rodrick Rules(2011)
Baseado no segundo livro, Rodrick Rules com elementos de The Last Straw. A fotografia principal começou em 23 de agosto de 2010 e foi concluída em 27 de outubro de 2010, com as filmagens ocorrendo em Vancouver e New Westminster. Rodrick Rules foi dirigido por David Bowers, com Zachary Gordon reprisando seu papel como Greg Heffley. Novos personagens principais incluem Holly Hills (Peyton List), Vovô (Terence Kelly) e Bill Walter (Fran Kranz). Edward Shearmur compõe a trilha sonora original do filme. O filme também recebeu críticas mistas dos críticos. Diary of a Wimpy Kid: Rodrick Rules foi lançado em 25 de março de 2011.

#### Diary of a Wimpy Kid: Dog Days(2012)
Diary of a Wimpy Kid: Dog Days (filme) (editar | discussão | histórico | informações | afluentes | última edição | vigiar | registros | registros do filtro de edições)
Baseado no terceiro livro The Last Straw e no quarto livro Dog Days, o filme foi dirigido por David Bowers e apresenta o mesmo elenco familiar de personagens, apresentando alguns novos, e também focando em personagens menores não elaborados em filmes anteriores, incluindo Frank Heffley (Steve Zahn), Mr. Jefferson (Alf Humphreys) e Holly Hills (Peyton List). Dog Days é o último filme a apresentar o elenco original, pois eles envelheceram demais para seus papéis após o término das filmagens. O filme também recebeu críticas mistas dos críticos. Diary of a Wimpy Kid: Dog Days foi lançado em 3 de agosto de 2012.

#### Diary of a Wimpy Kid: The Long Haul(2017)
Apresentando um elenco totalmente novo, o enredo segue Greg e seu irmão Rodrick, sem querer, sendo levados em uma viagem familiar para a casa de sua bisavó para seu aniversário de 90 anos. Greg vê isso como uma oportunidade de conhecer seu ídolo da internet chamado Mac Digby, e fazer as pessoas esquecerem que ele foi apelidado como um meme conhecido como "Mãos de fraldas". O filme foi criticado pela crítica e pelo público, com a maioria das críticas voltadas para a mudança de elenco. Diary of a Wimpy Kid: The Long Haul foi lançado em 19 de maio de 2017.

### Filmes animados dereboot

#### Diary of a Wimpy Kid(2021)
Em agosto de 2018, a CEO da 20th Century Fox, Stacey Snider, anunciou que uma série de televisão totalmente animada baseada em Diary of a Wimpy Kid estava em desenvolvimento. Em 6 de agosto de 2019, após a aquisição da 21st Century Fox pela Disney, foi confirmado que o projeto ainda estava em desenvolvimento para seu serviço de streaming, Disney+.
Em dezembro de 2020, foi confirmado que o projeto havia sido reconstruído como um filme de animação. Em 2 de setembro de 2021, a Disney confirmou oficialmente que o novo filme seria simplesmente intitulado Diary of a Wimpy Kid e seria lançado em 3 de dezembro de 2021. O filme é uma readaptação do primeiro livro e os personagens parecem semelhantes em design às suas aparições na série de livros. O primeiro trailer foi lançado oficialmente em outubro de 2021. Ao contrário dos filmes anteriores, que foram produzidos pela 20th Century Fox, este filme foi produzido pela Walt Disney Pictures, embora estivesse originalmente em produção na 20th Century Animation.

#### Futuro
Em 23 de outubro de 2021, antes do lançamento do primeiro filme, Jeff Kinney revelou que sequências já estão em desenvolvimento. Para o Disney+ Day, Kinney revelou que a sequência, baseada em Rodrick Rules, está programada para ser lançada em 2022. Kinney afirmou que pretende adaptar todos os seus livros em desenhos animados para o Disney+.
| Filme                 | Lançamento original    | Diretor            | Roteirista(s)                                     | Produtor(es)                 | Status             |
| Filmes live-action    | Filmes live-action     | Filmes live-action | Filmes live-action                                | Filmes live-action           | Filmes live-action |
| --------------------- | ---------------------- | ------------------ | ------------------------------------------------- | ---------------------------- | ------------------ |
| Diário de um Banana   | 19 de março de 2010    | Thor Freudenthal   | Jeff Filgo, Jeff Judah, Gabe Sachs e Jackie Filgo | Brad Simpson e Nina Jacobson | Lançado            |
| Diário de um Banana 2 | 25 de março de 2011    | David Bowers       | Jeff Judah e Gabe Sachs                           | Brad Simpson e Nina Jacobson | Lançado            |
| Diário de um Banana 3 | 03 de agosto de 2012   | David Bowers       | Maya Forbes e Wallace Wolodarsky                  | Brad Simpson e Nina Jacobson | Lançado            |
| Diário de um Banana 4 | 19 de maio de 2017     | David Bowers       | Jeff Kinney e David Bowers                        | Brad Simpson e Nina Jacobson | Lançado            |
| Filmes de animação    |                        |                    |                                                   |                              |                    |
| Diário de um Banana   | 03 de dezembro de 2021 | Swinton Scott      | Jeff Kinney                                       | Jeff Kinney                  | Lançado            |
| Diário de um Banana 2 | 2022                   | TBA                | TBA                                               | TBA                          | Em produção        |

## Curta
Um curta-metragem de animação ambientado após os eventos do terceiro filme, intitulado Diary of a Wimpy Kid: Class Clown, foi lançado na mídia doméstica de Dog Days em 2012. O curta é contado através do ponto de vista de Greg, conforme ele explica sua experiência humorística. Zachary Gordon reprisa seu papel como Greg Heffley junto com outros membros do elenco expressando seus personagens dos filmes em papéis menores.

## Especial de TV cancelado
Em 2012, Jeff Kinney, o autor dos livros de Diary of a Wimpy Kid anunciou a possibilidade de um filme de animação baseado em Diary of a Wimpy Kid: Cabin Fever como o próximo volume. Em uma entrevista para Diary of a Wimpy Kid: Hard Luck, Kinney afirmou que estava trabalhando com a Fox em um especial de meia hora baseado em Cabin Fever, que estava programado para ir ao ar no final de 2014. O especial era para ser uma produção animada desenvolvida na 20th Century Fox Animation, e começou o desenvolvimento enquanto Kinney trabalhava nos filmes live-action. Nada sobre o especial jamais se materializou.